# Coupe du monde de BMX 2006
Navigation
2005 2007
La Coupe du monde de BMX 2006 est la 4e édition de la coupe du monde de BMX. Elle s'est déroulée sur deux manches entre le 6 septembre et le 7 octobre.

## Hommes

### Résultats
| # | Date          | Lieu     | Vainqueur      | Deuxième       | Troisième     | Leader du classement général |
| - | ------------- | -------- | -------------- | -------------- | ------------- | ---------------------------- |
| 1 | 6-7 septembre | San José | Michal Prokop  | Donny Robinson | Arnaud Dubois | Michal Prokop                |
| 2 | 6-7 octobre   | Fréjus   | Donny Robinson | Michal Prokop  | Damien Godet  | Donny Robinson               |

### Classement général
| Pos | Coureur            | Pts |
| --- | ------------------ | --- |
| 1   | Donny Robinson     | 31  |
| 2   | Michal Prokop      | 31  |
| 3   | Mike Day           | 21  |
| 4   | Arnaud Dubois      | 20  |
| 5   | Jason Rogers       | 17  |
| 6   | Damien Godet       | 14  |
| 7   | Robert de Wilde    | 13  |
| 8   | Aaron Johnson      | 12  |
| 9   | Artūrs Matisons    | 11  |
| 10  | Randy Stumpfhauser | 11  |